# Geert Lap
Gerardus Johannes (Geert) Lap (Venlo, 24 december 1951 - Amsterdam, 26 april 2017) was een Nederlandse keramist, bekend om zijn vernieuwende benadering van keramiek. Hij vervaardigde geometrisch-abstracte keramiek, ook wel aangeduid als "keramisch minimalisme."

## Leven en werk
Geert Lap studeerde van 1974 tot 1976 aan de AKV St. Joost in Breda, en van 1976 tot 1979 keramische vormgeving aan de Gerrit Rietveld Academie onder Jan van der Vaart. De eerste twee jaar in Amsterdam had Geert Lap een studio gedeeld met Barbara Nanning, en in 1980 startte hij aldaar zijn eigen studio in zijn kelderwoning. In 1985-86 doceerde hij aan de Design Academy Eindhoven en van 1985 tot 1987 ook aan de Academie Minerva in Groningen.
Het internationale tijdschrift Ceramics, Art and Perception kenmerkte Geert lap als een "eenzame reiziger op het gebied van de hedendaagse Nederlandse keramiek". Zij merkte in 1999 daarbij wel op, dat "Nederlandse keramiek zo veelzijdig als internationale keramiek is en op [dat] moment een tendens toont van het gewaagde, sculpturale en narratieve postmodernisme, terwijl Geert Lap zijn kracht heeft gevonden in de consistente oefeningen in terughoudendheid."

## Galerij

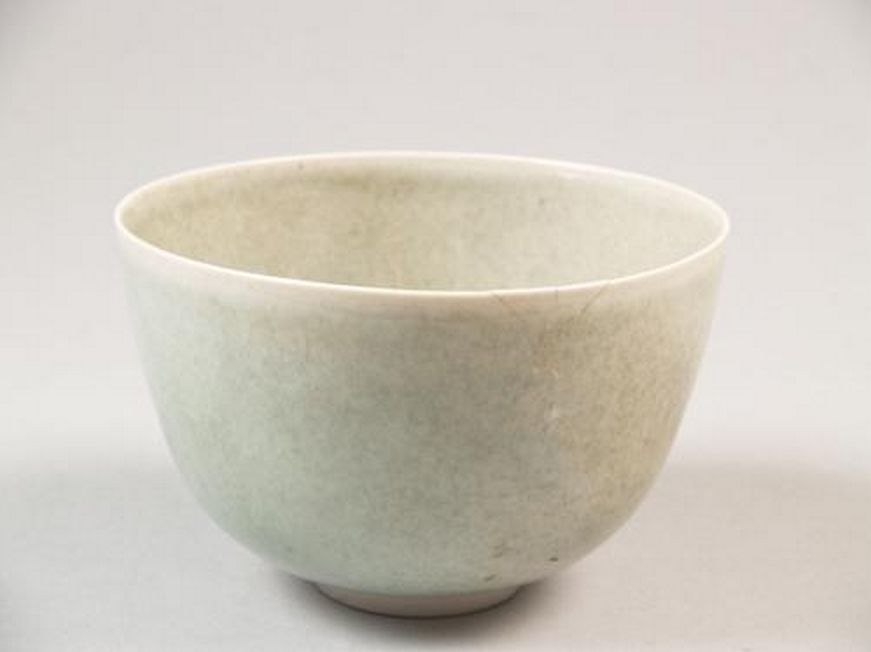
Kom met kleine voet ring grijs groen, 1989
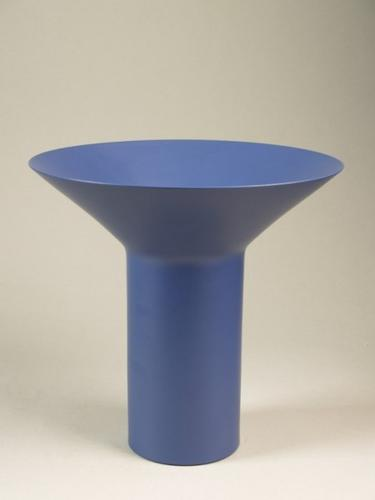
Vaas met trechtervormige kraag, 1992
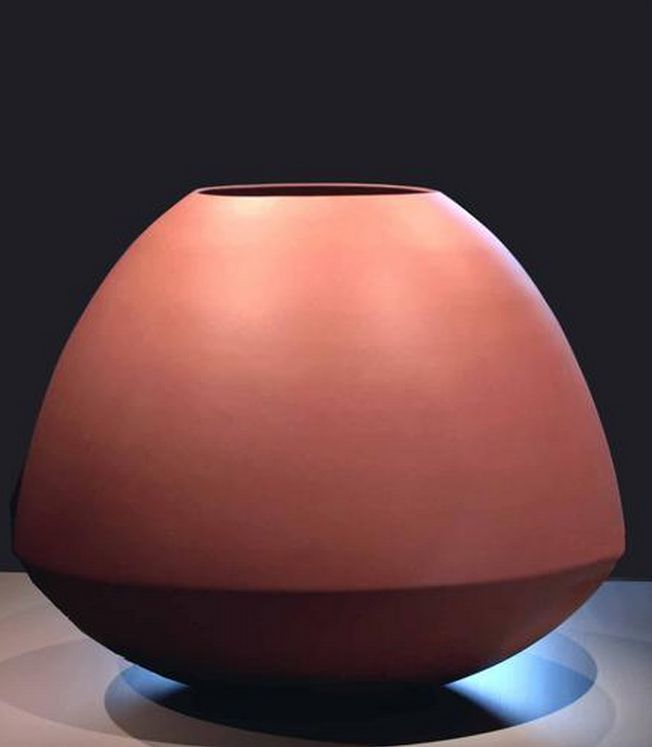
Vaas in terra kleur met buigende buik, 1990-2000

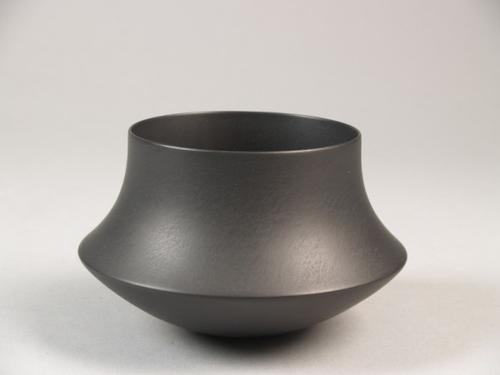
Containervorm uit serie 99, 1993
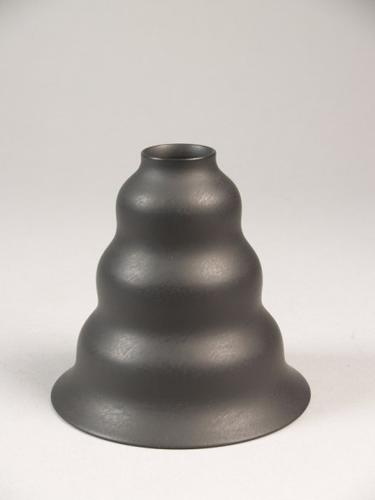
Containervorm uit serie 99, 1993
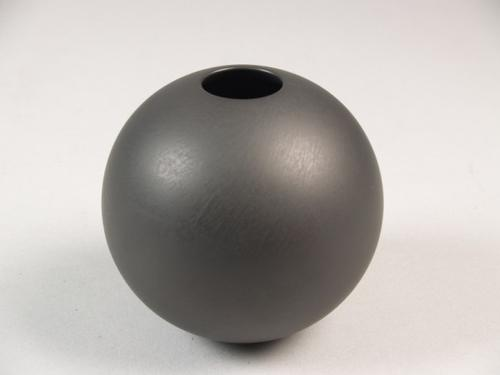
Containervorm uit serie 99, 1993
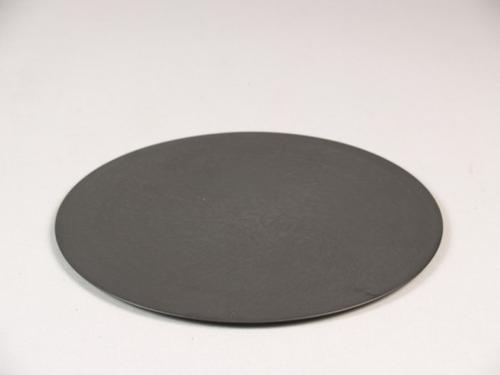
Containervorm uit serie 99, 1993